# 白崎誠也
白崎 誠也（しらさき せいや、1987年8月11日 - ）は、熊本県出身の俳優。所属はジャパンアクションエンタープライズ。

## 出演作品

### テレビ
- 天地人（2009年、NHK） - 兵士 役
- SPEC〜警視庁公安部公安第五課 未詳事件特別対策係事件簿〜 第1話（2010年10月8日 - 12月17日、TBS） - 気孔で飛ばされる人 役
- BS時代劇 塚原卜伝 第1話（2011年10月 - 11月、NHK BSプレミアム） - 旗持ち 役
- 戦国★男士 第3・4話（2011年、U局） - 畠山一派 役
- ダブルフェイス 潜入捜査編（2012年10月15日、TBS） - 刑事 役
- SPEC〜零〜（2013年、TBS）
- ヤメゴク〜ヤクザやめて頂きます〜（2015年、TBS）
- 関ジャニ特命捜査班7係（2016年1月30日、日本テレビ）
- 青天を衝け（2021年、NHK）
- 特捜9 season7 第6話（2024年5月8日、テレビ朝日） - 角謙之助 役[1]

### 特撮
- 仮面ライダーシリーズ
  - 仮面ライダーディケイド（2009年）
  - 仮面ライダーW（2009年 - 2010年）
  - 仮面ライダーオーズ/OOO（2010年 - 2011年）
  - 仮面ライダーフォーゼ（2011年 - 2012年）
  - 仮面ライダーウィザード（2012年 - 2013年） - 木崎部下、グール 役
  - 仮面ライダー鎧武/ガイム（2013年 - 2014年）
- スーパー戦隊シリーズ
  - 侍戦隊シンケンジャー（2009年 - 2010年）
  - 天装戦隊ゴセイジャー（2010年 - 2011年）
  - 海賊戦隊ゴーカイジャー（2011年 - 2012年）
  - 特命戦隊ゴーバスターズ（2012年 - 2013年）
  - 獣電戦隊キョウリュウジャー（2013年 - 2014年）
  - 烈車戦隊トッキュウジャー（2014年 - 2015年）

### 映画
- さや侍（2011年） - 捕り方 役
- ブルーバレンタイン3D〜リベンジガール〜（2011年） - 臼井の手下、SP 役
- BRAVE HEARTS 海猿 （2012年）
- 宇宙刑事ギャバン THE MOVIE（2012年）
- 天空の蜂（2015年） - アクションクルー
- 太陽は動かない（2020年） - アクションクルー[2]
- 仮面ライダーシリーズ
  - 仮面ライダー×仮面ライダー W&ディケイド MOVIE大戦2010（2009年）
  - 仮面ライダーW FOREVER AtoZ/運命のガイアメモリ（2010年） - マスカレイド・ドーパント、警官 役
  - 仮面ライダー×仮面ライダー オーズ&ダブル feat.スカル MOVIE大戦CORE（2010年）
  - オーズ・電王・オールライダー レッツゴー仮面ライダー（2011年） - ショッカー戦闘員
  - 仮面ライダー×仮面ライダー ウィザード&フォーゼ MOVIE大戦アルティメイタム（2012年） - 兵隊
- スーパー戦隊シリーズ
  - 侍戦隊シンケンジャーVSゴーオンジャー 銀幕BANG!!（2010年）
  - 天装戦隊ゴセイジャー エピックON THEムービー（2010年）
  - 天装戦隊ゴセイジャーVSシンケンジャー エピックon銀幕（2011年）
  - 海賊戦隊ゴーカイジャーVS宇宙刑事ギャバン THE MOVIE（2012年）
  - 特命戦隊ゴーバスターズVS海賊戦隊ゴーカイジャー THE MOVIE（2013年）
  - 劇場版 獣電戦隊キョウリュウジャー ガブリンチョ・オブ・ミュージック（2013年）
- スーパーヒーロー大戦シリーズ
  - 仮面ライダー×スーパー戦隊×宇宙刑事 スーパーヒーロー大戦Z（2013年）
  - 平成ライダー対昭和ライダー 仮面ライダー大戦 feat.スーパー戦隊（2014年）

### Vシネマ
- 仮面ライダーシリーズ（2011年）
  - 仮面ライダーW RETURNS
    - 仮面ライダーアクセル
    - 仮面ライダーエターナル
- スーパー戦隊シリーズ
  - 帰ってきた天装戦隊ゴセイジャー last epic（2011年）
  - 帰ってきた獣電戦隊キョウリュウジャー 100 YEARS AFTER（2014年）
- 任侠沈没（2011年） - 子分 役

### 舞台
- JAE 第9回プロデュース公演「絆・KIZUNA」（2009年、シアターサンモール） - 客 役
- 大江戸りびんぐでっど（2009年、歌舞伎座） - アクションクルー
- 野田版「鼠小僧」（2009年、歌舞伎座） - アクションクルー
- 新・水滸伝（2011年、中日劇場） - アンサンブル
- 戦国BASARA3（2011年、シアターGロッソ） - アンサンブル
- 滝沢歌舞伎（2011年、日生劇場） - セーフティー
- 忍術武芸帳 お正月SP（2011年、花やしき） - 服部半蔵 役
- Endless SHOCK（2012年、帝国劇場/博多座） - アンサンブル
- 一騎当千（2012年、博品館） - アンサンブル
- 戦国BASARA2（2012年、ル・テアトル銀座 他） - アンサンブル
- Endless SHOCK（2014年2月4日 - 3月31日、帝国劇場） - アンサンブル
- 戦国BASARA3 〜咎狂わし絆〜（2014年4月25日 - 5月18日、東京/大阪/名古屋） - アンサンブル
- Endless SHOCK（2014年9月8日 - 10月31日、梅田芸術劇場、博多座）
- ライブ・スペクタクル『NARUTO-ナルト-』ワールドツアー（2016年10月 - 12月、中国） - 三代目火影 役
- ミュージカル 「憂国のモリアーティ」(2019年5月10日〜5月19日 天王洲 銀河劇場/2019年5月25日〜26日 柏原市民文化会館リビエールホール)
- ミュージカル 「アルスラーン戦記」(2019年9月5日 - 8日、COOL JAPAN PARK OSAKA　TTホール / 9月11日 - 16日、THEATRE1010)
- NIGHT HEAD 2041-THE STAGE-（2022年7月1日 - 10日、東京ドームシティ シアターGロッソ） - アンサンブル[3]
- 「ROCK MUSICAL BLEACH」
  - 〜Arrancar the Beginning〜（2024年5月12日 - 26日、天王洲 銀河劇場 / 5月31日 - 6月2日、COOL JAPAN PARK OSAKA WWホール）[4]
  - 〜Arrancar the Final〜（2025年2月8日 - 24日、天王洲 銀河劇場 / 3月1日 - 9日、COOL JAPAN PARK OSAKA WWホール）[5]
- 前田慶次 かぶき旅 STAGE&LIVE〜肥後の虎・加藤清正編〜（2024年9月27日 - 10月6日、シアターH / 2024年10月31日 - 11月4日、サンケイホールブリーゼ） - アンサンブル[6]
- 演劇【推しの子】2.5次元舞台編（2024年12月13日 - 22日、シアターH / 12月26日 - 29日、梅田芸術劇場 シアター・ドラマシティ） - 海路ソウタ 役[7]
- ミュージカル「憂国のモリアーティ」大英帝国の醜聞 Reprise（2025年5月16日 - 18日、シアターH / 5月23日 - 25日、京都劇場 / 5月30日 - 6月8日、天王洲 銀河劇場）[8]
- 舞台「日本三國」（2025年7月25日 - 8月3日、シアターH）[9]

### CM
- ハウス食品 とんがりコーン

### ネットムービー
- ネット版 仮面ライダーウィザード イン マジか!?ランド（2013年）
- JAEオリジナル ショートムービー「華麗なる追跡 TARGET-標的-」（2015年） - 若手刑事A 役